# Alexandru Dobriceanu
Alexandru Dobriceanu (n. 19 septembrie 1894, Craiova, România – d. 10 februarie 1978, București, România) a fost un general român de artilerie, care a îndeplinit funcții de comandă în cel de-al Doilea Război Mondial.

## Biografie
În 1940 avea gradul de locotenent-colonel. A fost decorat cu Ordinul „Steaua României” cu spade în gradul de Ofițer, cu panglica de „Virtutea Militară” (22 septembrie 1941) „pentru modul admirabil cum s'a comportat în calitate de șef de Stat Major al diviziei, muncind zile și nopți de-a-rândul la întreținerea legăturilor cu unitățile, primirea rapoartelor, transmiterea ordinelor și îmbărbătarea unităților, contribuind astfel într'o largă măsură la reușita operațiunilor. În ziua de 12 Iulie 1941, fiind trimes în linia I-a, la Batalionul III din Regimentul Vânători de Gardă, a impulsionat atacul acestui batalion pentru ocuparea localității Lărguța, sub ploaia de gloanțe a inamicului, făcând ca operațiunea să reușească”.
A fost avansat la gradul de colonel și apoi a fost decorat la 4 august 1945 cu Ordinul Militar „Mihai Viteazul” cu spade, clasa a III-a, „pentru curajul, inițiativa și spiritul de sacrificiu dovedit în grelele lupte în ziua de 19 Octombrie 1944 din zona Rackotzifalva, când un corp blindat german, atacă flancul și spatele Corpului IV Armată, din proprie inițiativă dirijează direct focul Bateriilor sale asupra tancurilor, distrugând și avariind o mare parte din ele. Această acțiune energică oprește progresiunea inamicului spre satul Földvar”.
Generalul de brigadă Alexandru Dobriceanu a fost trecut în cadrul disponibil la 9 august 1946, în baza legii nr. 433 din 1946, și apoi, din oficiu, în poziția de rezervă la 9 august 1947. A fost înaintat la gradul de general-locotenent (cu 2 stele) în rezervă la 6 mai 1971.

## Decorații
- Ordinul „Coroana României” în gradul de Ofițer (8 iunie 1940)[5]
- Ordinul „Steaua României” cu spade în gradul de Ofițer, cu panglica de „Virtutea Militară” (22 septembrie 1941)[1]
- Ordinul „Mihai Viteazul” cu spade, cl. a III-a (4 august 1945)[2]
- Ordinul „23 August” clasa a IV-a (10 august 1964) „pentru merite deosebite în opera de construire a socialismului, cu prilejul celei de a XX-a aniversări a eliberării patriei”[6]